# Tribulations d'un bâtard à Beyrouth
Tribulations d’un bâtard à Beyrouth est un roman de l’écrivain libanais Ramy Zein, paru en 2016, qui aborde la question du communautarisme. Il a remporté le Prix littéraire des Lycéens du Liban 2017.

## Résumé
Tribulations d’un bâtard à Beyrouth met en scène un personnage qui se trouve « dans l'incapacité de trouver sa place dans le système confessionnel de son pays » (le Liban), selon Norma Abi Karam. Yad Mandour est embarqué malgré lui dans une série de mésaventures souvent absurdes que Carole André-Dessornes définit comme un « parcours semé d’embûches où méfiances et malentendus s’entrecroisent ». 

## Conte philosophique
Tribulations d’un bâtard à Beyrouth interroge le sens de l’être à travers trois axes principaux.
L’altérité
Ramy Zein montre comment « les sentiments exacerbés et la peur des autres amplifient les fractures, les blessures non refermées [...], les clichés si bien entretenus par les hérauts du communautarisme », déclare Carole André-Dessornes. Parlant du protagoniste, Carla Calargé affirme que « sa seule présence dans un groupe défini selon le critère religieux fonctionne, dans l’économie narrative, pour exposer l’institutionnalisation de la fermeture à l’Autre et dénoncer l’intolérance de la pensée et des pratiques confessionnelles. ». Les enjeux humanistes du texte sont résumés par la citation de Frantz Fanon placée en exergue : « Si tu ne veux pas l'homme qui est en face de toi, comment croirais-je à l'homme qui peut être en toi ? »
La liberté
Ramy Zein confie dans une entrevue qu’il a essayé de pointer dans son roman « les atteintes croissantes à la liberté individuelle par les tenants d'une religiosité bigote aux motivations politiques ». Norma Abi Karam écrit dans ce sens que « l'écrivain dénonce, à travers ce roman, [...] l'encadrement idéologique au Liban ». Yad Mandour est un révolté qui se dresse contre l'ordre établi en défendant farouchement sa liberté d’être et de pensée, ce que confirme Ramy Zein : « Yad essaye malgré tout de transcender son destin par la révolte qui n’est pas forcément synonyme de violence. Quand Yad jette son uniforme militaire aux orties ou coupe le câble d’un haut-parleur qui l’agresse dans son intimité, il n’est pas violent : il résiste. » Yad Mandour est, d'après Carole André-Dessornes, « l’archétype de l’anti-héros bien plus que du héros, cherchant, sans pour autant toujours y parvenir, à s’affranchir des croyances et superstitions si profondément ancrées dans cette société marquée par l’ombre de la guerre civile planant toujours. » C’est un bâtard dans le sens que Marthe Robert donne au terme : il « seconde le monde tout en l’attaquant de front ». Carla Calargé relève en outre que les atteintes à la liberté de l'individu dans le roman ont souvent partie liée avec le recul des pouvoirs publics. Zein montre ainsi « les abus et exactions qui risquent de survenir lorsque l’Etat laïc est affaibli au point d’être quasi inexistant et que ses institutions sont colonisées par les diverses manifestations du pouvoir confessionnel. »
L’être et le paraître
Le roman est peuplé de mensonges, de faux-fuyants, d’attitudes hypocrites. « Le mensonge par omission devient une sorte de réflexe chez Yad » lui-même, constate Carole André-Dessornes. C’est sans doute pour mettre à bas les masques que le roman aborde de front des questions telles que « le mariage islamo-chrétien et le vivre-ensemble ».

## Roman picaresque
Dans sa thèse consacrée au roman libanais francophone, Racha Tawil définit Tribulations d’un bâtard à Beyrouth comme un roman picaresque. « Dans le livre de Zein, les mésaventures du personnage sont inévitables puisqu’il est déjà prédestiné, par son nom de famille (« Mandour » qui veut dire « voué ») à une vie qui n’est pas ordinaire. Yad est « voué » à se sentir intrus partout. Il est un « picaro » des temps modernes. [...] étant musulman de naissance, il est marginalisé dans le milieu chrétien où il grandit mais, étant laïc, il est rejeté par les musulmans pratiquants. » Racha Tawil pointe d'autres traits picaresques du roman : les problèmes d'ordre social et philosophique qu'il pose, le thème de l'apparence et de l'illusion, l'évolution du personnage, sa mauvaise fortune, son ironie et sa fausse ingénuité.    

## Réalité et fiction
Si le roman s’autorise plusieurs pas de côté vers un grotesque fort peu réaliste où « l’imaginaire se fraie un passage et donne l’impression de reprendre le dessus » selon Carole André-Dessornes, Tribulations d’un bâtard à Beyrouth est très ancré dans la réalité physique du Liban et son histoire contemporaine, abordant ainsi « divers sujets d'actualité ». Carla Calargé souligne à ce propos le souci de la nuance chez Ramy Zein: « Il ne faut cependant pas conclure que le roman de Zein laisse entendre que les différentes communautés représentent des blocs homogènes dans lesquels tous les membres pensent et se comportent de façon uniforme. L’œuvre prend constamment soin de présenter des contre-exemples et des cas d’exceptions aux différents discours et agissements confessionnels. » Voilà pourquoi sans doute, selon Carla Calargé, Ramy Zein pousse le lecteur à « identifier, dans la fiction, les intersections avec la réalité : si les détails sont imaginés et les histoires inventées, ils n’en sont pas moins représentatifs de la situation actuelle du pays et de la mentalité de ses citoyens. »

## Humour
L’humour est omniprésent dans Tribulations d’un bâtard à Beyrouth, même s’il s’agit d’un humour « mêlant amertume et ironie », selon les propos de Norma Abi Karam. Qualifiant le roman de « drôle et sarcastique », Carole André-Dessornes affirme : « Le tragique et le comique sont ici indissociables, allant jusqu’à la dérision. La farce n’est jamais bien loin. […] L’humour est au rendez-vous et ajoute au burlesque des situations vécues par Yad. Par cet humour, Ramy Zein force les serrures ; il sort des sentiers battus et ose franchir les barrières imposées par la société. » Karl Akiki parle également de « dérision », tandis qu'Antoine Boulad évoque, lui, des « scènes cocasses, voire absurdes. »

## Extraits
- « Ils sont sortis ensemble pendant six semaines avant que Line ne découvrît le pot aux roses. Car pot aux roses il y avait, et pas des moindres ; Yad n’était pas un homme marié, ni un don juan compromis dans des liaisons parallèles avec des kyrielles de filles ; il n’était pas un toxicomane non plus, ni un flambeur endetté, ni un repris de justice, ni un crypto-gay cherchant à se caser pour s’assurer une descendance. Non, ce qu’il avait dissimulé à Line était bien pire : elle était chrétienne, il ne l’était pas. »[9]
- « La situation du pays, désastreuse pourtant, lui paraissait soudain supportable, voire, à certains moments, plus enviable que celle des nations d’Europe où il ne voyait plus, du haut de sa condescendance apitoyée, que de sinistres contrées confites dans les brumes d’une civilisation austère et frileuse, sombres provinces apolliniennes qu’il opposait complaisamment aux très dionysiaques et salutaires rivages de son pays solaire. Miracle de l’amour qui transmue le réel par le prodige d’une alchimie toujours renouvelée ! »[10]

## Prix
- Prix littéraire des Lycéens du Liban 2017 (https://prixlitteraireliban.wordpress.com/)